# Screaming for Vengeance
Screaming for Vengeance je osmé studiové album britské heavymetalové skupiny Judas Priest. V britském žebříčku dosáhlo 11. pozice a po celém světě se prodalo cca 5 milionů kusů. Roku 1982 ho RIAA ocenila jako zlatou desku, roku 1983 jako platinovou a v roce 2001 jako dvojitou platinovou.

## Seznam skladeb
Všechny skladby složili Glenn Tipton, Rob Halford a K. K. Downing, pokud není uvedeno jinak.
| Pořadí | Název                           | Autor             | Délka |
| ------ | ------------------------------- | ----------------- | ----- |
| 1.     | The Hellion (instrumentální)    |                   | 0:41  |
| 2.     | Electric Eye                    |                   | 3:39  |
| 3.     | Riding on the Wind              |                   | 3:07  |
| 4.     | Bloodstone                      |                   | 3:51  |
| 5.     | (Take These) Chains             | Bob Halligan, Jr. | 3:07  |
| 6.     | Pain and Pleasure               |                   | 4:17  |
| 7.     | Screaming for Vengeance         |                   | 4:43  |
| 8.     | You've Got Another Thing Comin' |                   | 5:09  |
| 9.     | Fever                           |                   | 5:20  |
| 10.    | Devil's Child                   |                   | 4:48  |

### Bonusové skladby (2001)
1. "Prisoner Of Your Eyes" – 7:12
2. "Devil's Child" – 5:02 (živě, nahráno na Midsouth Coliseum, Memphis, Tennessee, 12. prosince, 1982)

## Sestava
- Rob Halford – zpěv
- K.K. Downing – kytara
- Glenn Tipton – kytara
- Ian Hill – baskytara
- Dave Holland – bicí